# 厄尔·洛依德
厄爾·法蘭西斯·洛依德（英語：Earl Francis Lloyd，1928年4月3日—2015年2月26日），美国NBA联盟前职业篮球运动员。
洛依德1950年到1951年效力于 华盛顿国会；1952年–1958年效力于费城76人的前身Syracuse Nationals，并于1955年获得NBA总冠军。在1950年至1951年球季，連同洛依德在內，有四名黑人球員進入NBA，其中包括查克·库珀、Nathaniel Clifton與汉克·德佐尼。洛依德為首位在NBA正式出賽的非裔美国人球員。

## 生平
1950年10月31日，洛依德成为了第一个走进NBA赛场的黑人球员。
2015年2月26日于田纳西州去世。